# Landgericht Günzburg
Das Landgericht Günzburg war seit 1806 ein bayerisches Landgericht in Günzburg. Die Landgerichte waren im Königreich Bayern Gerichts- und Verwaltungsbehörden, die 1862 in administrativer Hinsicht von den Bezirksämtern und 1879 in juristischer Hinsicht von den Amtsgerichten abgelöst wurden.

## Geschichte
Durch die Säkularisation 1802/03 und die Mediatisierung 1806 kamen neue Gebiete zum nunmehrigen Königreich Bayern und machten eine Verwaltungsneugliederung notwendig. Günzburg als vorherige Landeshauptstadt von Vorderösterreich wurde daher Sitz eines bayerischen Landgerichts. Es gehörte von 1810 bis 1817 zum Illerkreis und kam dann zum Oberdonaukreis. 1842 wurde das Landgericht Neu-Ulm aus Teilen des Landgerichts Günzburg errichtet. Zum 1. Juli 1862 wurden die Bezirksämter in Bayern errichtet und die Trennung von Rechtspflege und Verwaltung vollzogen. Die Rechtspflegeeinrichtungen erhielten die Bezeichnung Landgericht (ab dem 1. Januar 1879 Amtsgericht, siehe Amtsgericht Günzburg) und die Verwaltungsbehörden die Bezeichnung Bezirksamt (siehe Landkreis Günzburg#Landgerichte).

## Landrichter
- 1806 bis 1814: Friedrich von Breuning
- 1814 bis 1821: Jakob Wochinger
- 1821 bis 1831: Max Ott
- 1831 bis 1842: Xaver Leixl
- 1853 bis 1862: Carl Wilhelm Anton Braun